# Ferocactus schwarzii
Ferocactus schwarzii là một loài thực vật có hoa trong họ Cactaceae. Loài này được G.E.Linds. mô tả khoa học đầu tiên năm 1955.

## Hình ảnh

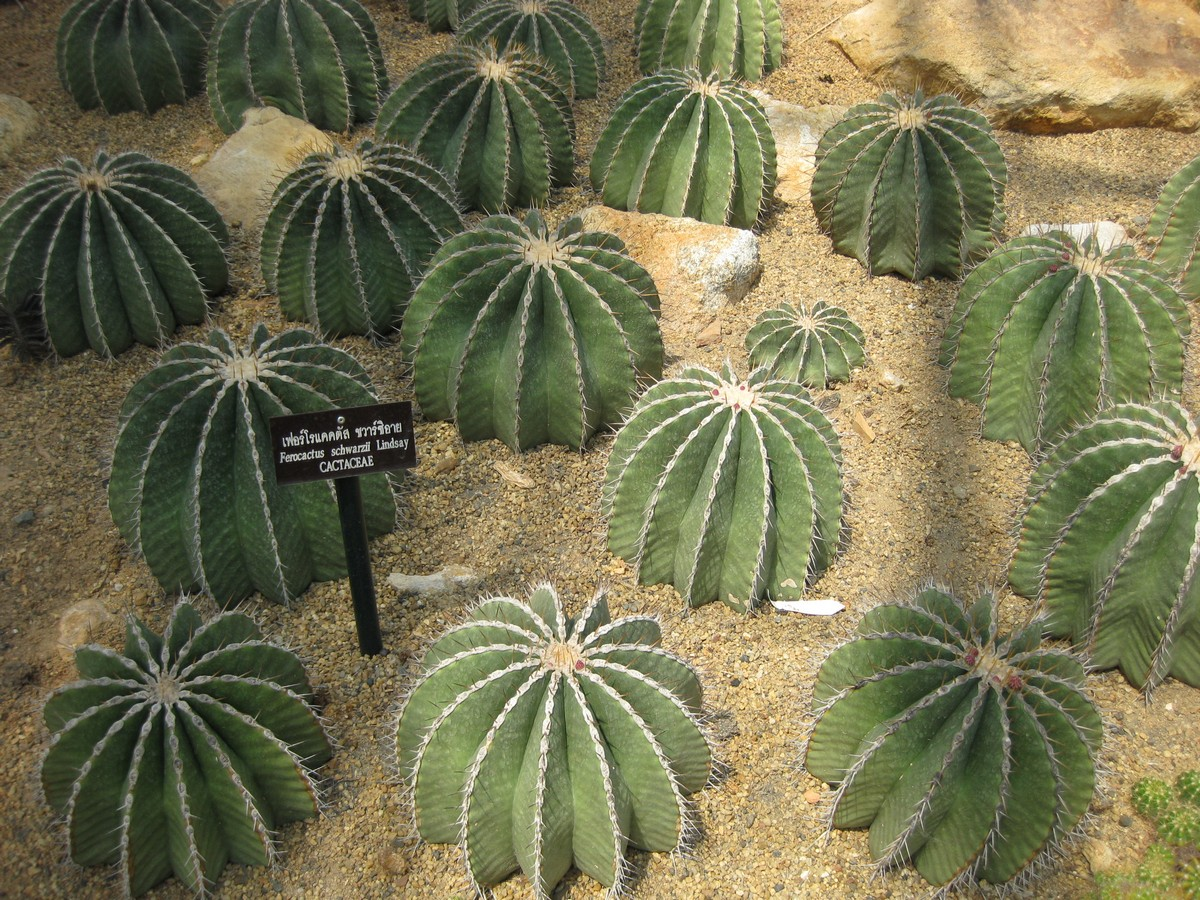
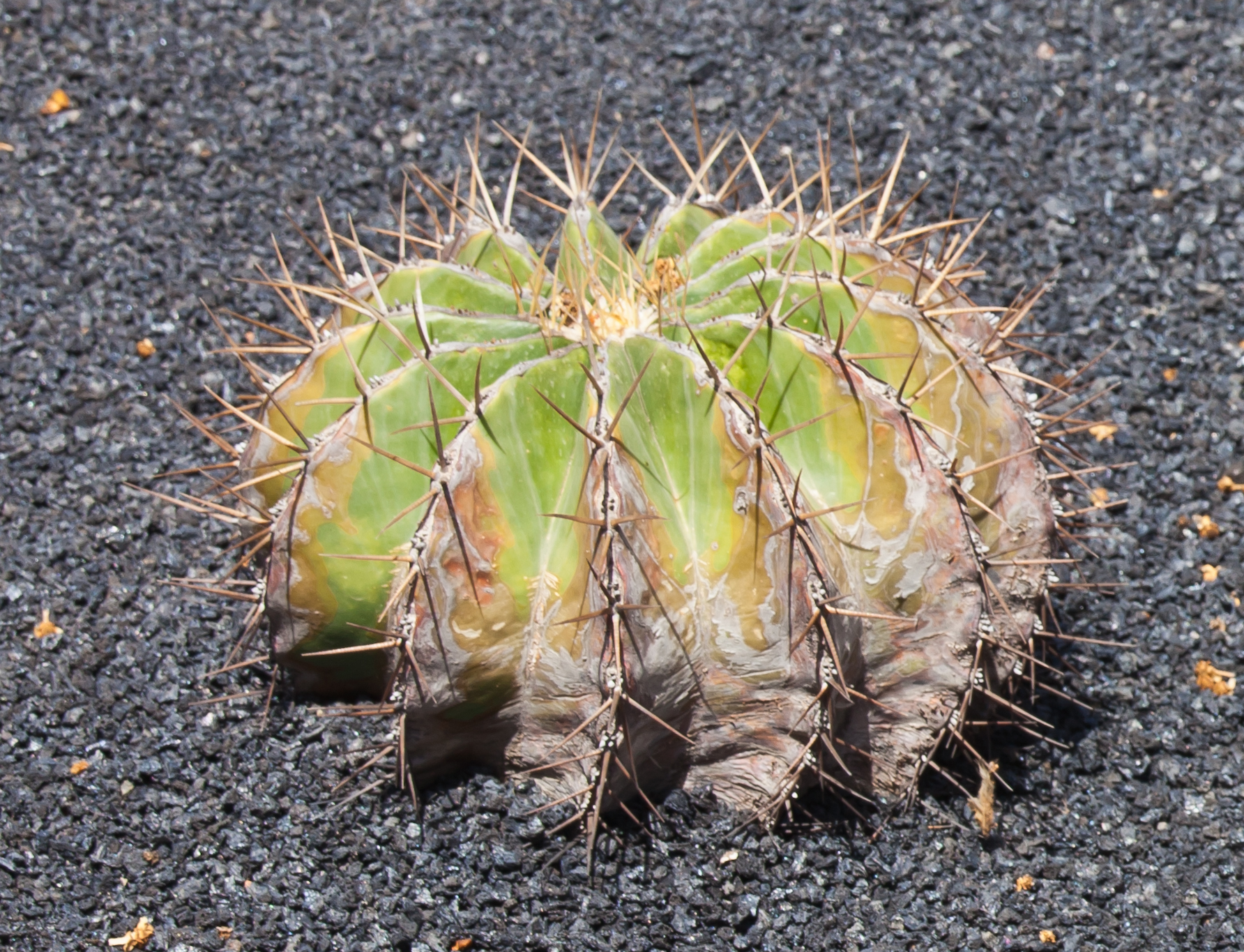